# Великобритания (остров)
Великобрита́ния (англ. Great Britain, валл. Prydain Fawr, гэльск. Breatainn Mhòr, корн. Breten Veur, скотс Great Breetain) — крупнейший остров в Европе и седьмой по площади в мире. Площадь его составляет 229 946 км², чуть больше острова Хонсю. Протяжённость острова с севера на юг — около 1440 км. С населением около 67 млн человек занимает третье место в мире после Явы и Хонсю. Входит в состав Британских островов. На острове расположено до 95 % территории Соединённого Королевства, в частности, основные территории Англии, Шотландии и Уэльса.
Крайние точки:
- на севере — мыс Даннет-Хед (англ. Dunnet Head)58°40′00″ с. ш. 3°22′00″ з. д.HGЯO
- на западе — мыс Коррахад-Мор (англ. Corrachadh Mòr)56°42′56″ с. ш. 6°13′41″ з. д.HGЯO
- на юге — мыс Лизард (англ. The Lizard) 49°57′33″ с. ш. 5°12′54″ з. д.HGЯO
- на востоке — мыс Лоустофт-Несс (англ. Lowestoft Ness) 52°28′52″ с. ш. 1°45′46″ в. д.HGЯO.

Остров омывается водами Атлантического океана. Отделён мелководным Северным морем от Норвегии и Дании, узкими проливами Ла-Манш и Па-де-Кале — от Франции, Ирландским морем, проливом Святого Георга и Северным проливом — от острова Ирландия. Современные очертания его береговой линии сложились сравнительно недавно; она сильно расчленена заливами: фьордами на севере и речными эстуариями на юге.
На юге рельеф острова большей частью равнинный. В Уэльсе расположены Кембрийские горы высотой до 1085 м (гора Сноудон, если понимать ороним «Кембрийские горы» в широком смысле). На севере Англии расположены Пеннинские горы (до 893 м, Кросс-Фелл), переходящие на западе в Камберлендские горы (до 978 м, Пайк), и в Южно-Шотландскую возвышенность (до 843 м, Меррик) — на севере. Последняя отделена Среднешотландской низменностью от Северо-Шотландского нагорья с высочайшими горами страны Бен-Невис (1344 м) и Бен-Макдуи (1309 м).
Длиннейшими реками Великобритании являются Северн (354 км) и Темза (334 км), крупнейшими озёрами — Лох-Ломонд (71 км²) и Лох-Несс (56 км²), самыми большими полуостровами — Уэльс и Корнуолл.
В честь Великобритании назван астероид (1071) Брита, открытый в 1924 году советским астрономом Владимиром Альбицким в Симеизской обсерватории.